# Maigret e la casa del giudice
Maigret e la casa del giudice (titolo originale La Maison du juge), tradotto ora in Italia col titolo La casa del giudice, è un romanzo poliziesco di Georges Simenon pubblicato nell'ottobre 1942 nella raccolta Maigret revient... (contenente anche i romanzi Un'ombra su Maigret e Maigret e il sergente maggiore) presso l'editore Gallimard. Completato nel gennaio 1940 a Nieul-sur-Mer, uscì come feuilleton sulla rivista  Les Ondes, nº 1-19 dal 27 aprile al 31 agosto 1941: protagonista è il commissario Maigret, nel ventunesimo romanzo della serie.

## Trama

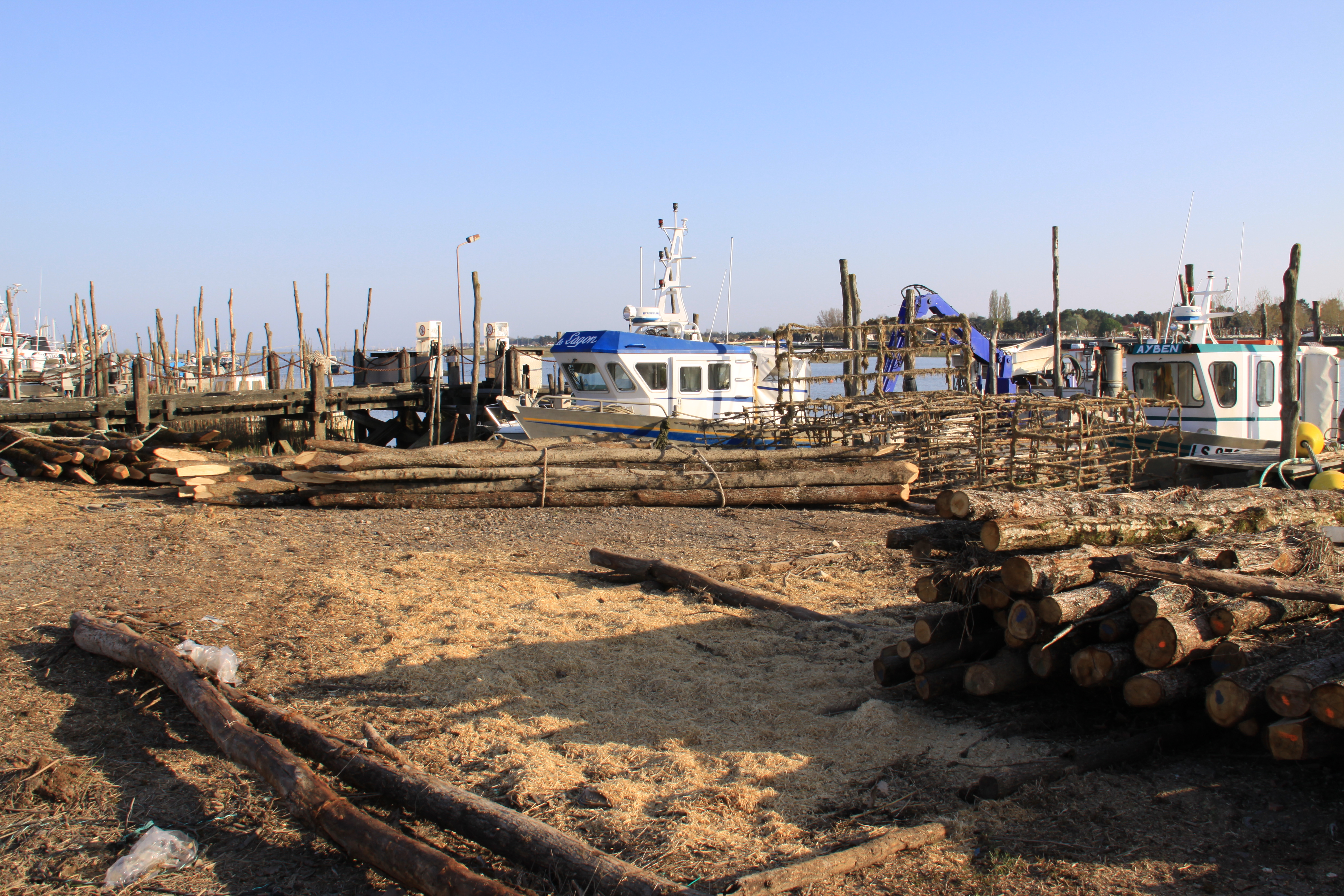
L'Aiguillon-sur-Mer, Vandea, Francia, pesca delle cozze

A causa di non meglio precisati problemi politici nel suo dipartimento, Maigret viene assegnato (esiliato, quasi) a Luçon in Vandea. Viene contattato da Adine Hulot, una vecchia impicciona che afferma di avere visto un cadavere sul pavimento della camera da letto della casa del giudice Forlacroix a L'Aiguillon-sur-Mer, un piccolo paese di pescatori di cozze. La sera stessa Maigret si reca a L'Aiguillon e coglie il giudice nell'atto di trascinare un cadavere fuori dalla sua casa per sbarazzarsene in mare.
Maigret indaga partendo dalla famiglia del giudice, dalla figlia Lise, malata di mente e affetta da ninfomania, e dal figlio Albert, che suggerisce al commissario di indagare su Marcel Airaud, ingenuo e rozzo pescatore, nonché amante di Lise. Intanto si scopre l'identità della vittima, il dottor Émile Janin, medico a Nantes. I primi sospetti cadono ovviamente proprio sul giudice, che confessa effettivamente un omicidio perpetrato anni prima a Versailles ai danni dell'allora amante della moglie e vero padre di Albert.

## Adattamenti

### Televisione
- Episodio dal titolo The Judge's House, facente parte della serie televisiva Maigret per la regia di Terence Dudley, trasmesso per la prima volta sulla BBC il 26 novembre 1963, con Rupert Davies nel ruolo del commissario Maigret.
- Episodio dal titolo La maison du juge, facente parte della serie televisiva Les enquêtes du commissaire Maigret per la regia di René Lucot, trasmesso per la prima volta su Antenne 2 il 1º febbraio 1979, con Jean Richard nel ruolo del commissario Maigret.
- Episodio dal titolo Maigret et la maison du juge, facente parte della serie televisiva Il commissario Maigret per la regia di Bertrand Van Effenterre, trasmesso per la prima volta il 15 marzo 1992, con Bruno Cremer nel ruolo del commissario Maigret. In Italia l'episodio è stato trasmesso il 22 giugno 2008 con il titolo Maigret e la casa del giudice.

## Edizioni italiane
- Maigret e la casa del giudice, traduzione di Bruno Just Lazzari, Collana Il girasole. Biblioteca Economica Mondadori. I romanzi di Simenon n.159, Milano, Mondadori, 1961.[2] - Collana Le inchieste del commissario Maigret n.13, Mondadori, 1966; Collana Oscar n.587, Mondadori, 1975.
- Maigret e la casa del giudice, traduzione di Emanuela Fubini, Collana Oscar Gialli n.209, Milano, Mondadori, 1990.[3]
- La casa del giudice, traduzione di Vittoria Martinetto, Collana gli Adelphi n.133, Milano, Adelphi, 1998,  p. 145, ISBN 88-459-1391-0.[3]
- in  Maigret 5, Collana I Maigret, Milano, Adelphi, 2014, ISBN 978-88-459-2918-2. - nuova ed., Adelphi, 2019, ISBN 978-88-459-3377-6.